# Уфимцев, Иван Васильевич
Ива́н Васи́льевич Уфи́мцев (15 января 1928, Свердловск — 31 августа 2010, Москва) — советский, российский киноактёр и режиссёр-мультипликатор. Народный артист Российской Федерации (2004).

## Биография
Иван Уфимцев родился 15 января 1928 года в Свердловске.
В 1948 году окончил школу киноактёра в Свердловске.
В 1955 — режиссёрский факультет ГИТИСа. Снимался в фильмах «Трудовая жизнь» (1948), «Дневные звёзды» (1966), «Следствие ведут знатоки. Подпасок с огурцом» (1979), «Влюблён по собственному желанию» (1982), «Если верить Лопотухину» (1983), «Повесть непогашенной луны» (1990), «Мужчина для молодой женщины» (1997) и других.
С 1963 года — режиссёр киностудии «Союзмультфильм».
До 1970 года работал в творческом содружестве с М. Каменецким. Уже второй мультфильм «Чьи в лесу шишки?» принёс режиссёрам успех. На I МКФ в Мамайе (Румыния) в 1966 году картина получила Серебряную медаль. В 1971 году снял мультфильм «Лошарик».
В 1976 году Уфимцев начал работать над созданием серии «38 попугаев». За последующие 15 лет, с перерывами, он снял 10 серий мультфильма.
Запоминающейся работой актёра стало его появление на экране в образе Александра Васильевича Суворова в рекламе банка «Империал». Его фраза «Так ведь пост, матушка! До первой звезды нельзя! Ждём-с…» стала крылатой.
Скончался в Москве на 83-м году жизни 31 августа 2010 года от последствий перенесённого несколькими годами ранее инсульта. Похоронен на Армянском кладбище (6 участок).

## Личная жизнь
Жена — Элеонора Тадэ. Дочь — Екатерина Уфимцева, театровед и телеведущая.

## Фильмография

### Роли в кино
- 1966 — Дневные звёзды — служитель зоопарка
- 1979 — Следствие ведут знатоки. Подпасок с огурцом — коллекционер Кипчак
- 1981 — Звездопад — раненый
- 1982 — Влюблён по собственному желанию — ухажёр-эстет, увлекающийся живописью Джотто
- 1983 — Если верить Лопотухину — Иван Степанович
- 1988 — Следствие ведут знатоки. Без ножа и кастета — жилец квартиры с протекающей крышей
- 1989 — Визит дамы — Лоби (Людвиг Шпар), второй слепец
- 1990 — Повесть непогашенной луны — профессор
- 1991 — Тень, или Может быть, всё обойдётся — палач
- 1992 — Катька и Шиз — доктор
- 1994 — Голодающий Поволжья[4]
- 1996 — Мужчина для молодой женщины
- 2000 — Тайны дворцовых переворотов. Фильм 1. Завещание императора — Гавриил Головкин

#### Прочее
- 1981 — Ивашка из Дворца пионеров — Ивашка (использовано изображение Уфимцева в детстве)

### Режиссёр мультфильмов
- 1965 «Вот какие чудеса»
- 1965 «Чьи в лесу шишки?»
- 1965 «Автомобиль, любовь и горчица»
- 1967 «Ну и Рыжик!»
- 1968 «Осторожно, щука!»
- 1969 «Жадный Кузя»
- 1970 «Мой друг Мартын»
- 1971 «Генерал Топтыгин»
- 1971 «Лошарик»
- 1973 «Про Петрушку»
- 1973 «Часы с кукушкой»
- 1974 «За покупками в универмаг «Гостиный Двор» (по заказу Ленинградского комбината торговой рекламы)[5]
- 1975 «Наша няня»
- 1975 «Закладка» (по заказу ГУПО)[6]
- 1976 «38 попугаев»
- 1977 «38 попугаев. Бабушка удава»
- 1977 «38 попугаев. Куда идёт слонёнок»
- 1977 «38 попугаев. Как лечить удава»
- 1978 «38 попугаев. А вдруг получится!»
- 1978 «38 попугаев. Привет Мартышке»
- 1979 «38 попугаев. Завтра будет завтра»
- 1979 «38 попугаев. Зарядка для хвоста»
- 1981 «Ёжик плюс черепаха»
- 1981 «Как будто»
- 1982 «Каша из топора»
- 1983 «Как старик наседкой был»
- 1984 «Слонёнок пошёл учиться»
- 1985 «38 попугаев. Великое закрытие»
- 1985 «Слонёнок заболел»
- 1987 «Счастливый Григорий»
- 1987 «Три лягушонка»
- 1988 «Три лягушонка (Выпуск 2)»
- 1989 «Какой звук издаёт комар?»
- 1990 «Три лягушонка (Выпуск 3)»
- 1990 «Коллаж»
- 1991 «38 попугаев. Ненаглядное пособие»
- 1992 «Слонёнок-турист»
- 1993 «Деревенский водевиль»
- 1994 «Ах, эти жмурки!»

## Признание и награды
- Заслуженный деятель искусств РСФСР (18 октября 1991 года) — за заслуги в области киноискусства[7].
- Народный артист Российской Федерации (2 февраля 2004 года) — за большие заслуги в области искусства[8].

Призы на фестивалях:
- 1965 — «Чьи в лесу шишки?» (Серебряная медаль на I МКФ в Мамайе, Румыния-66)
- 1975 — «38 попугаев» (1-я премия «Хрустальный кубок» на МКФ в Загребе, диплом в Риге)
- 1977 — «Бабушка удава» (1-я премия на МКФ в Португалии)
- 1978 — «А вдруг получится» (диплом на ВКФ в Ашхабаде)